# Hiéroglyphe égyptien A29
Le hiéroglyphe égyptien A29 (homme la tête en bas) est classifié dans la section A « L'Homme et ses occupations » de la liste de Gardiner ; il y est noté A29.

## Représentation
Il représente un homme renversé en figure du poirier, s'appuyant sur ses bras et les jambes en position d'appui de même manière que n'importe quel hiéroglyphe représentant un homme simplement debout ;
| A28 |

| A28 |

## Utilisation
C'est un déterminatif des termes décrivant la position ou action du renversement.

## Exemples de mots
| pA | A | Aa1 · d | A29 |

| pA | A | Aa1 · d | A29 |

| s | Aa1 · d | A29 |

| s | Aa1 · d | A29 |

| s | Aa1 · d | Aa1 · d | A29 |

| s | Aa1 · d | Aa1 · d | A29 |